# Suzanne Jambo
Suzanne Jambo (geb. vor 1980) ist eine südsudanesische Politikerin, Anwältin und Menschenrechtsaktivistin.

## Biographie
Suzanne Jambo absolvierte ein Jurastudium an der University of Buckingham.
Jambo ist seit vielen Jahren im Südsudan (und vor der Unabhängigkeit 2011 im südlichen Sudan) als Menschenrechtsaktivistin tätig. Sie war zwischen 1998 und 2005 Unterhändlerin im Friedensprozess unter der Leitung der nordostafrikanischen Intergovernmental Authority on Development (IGAD), der 2005 zur Unterzeichnung des Naivasha-Abkommens führte und den Bürgerkrieg nach 21 Jahren beendete. Sie arbeitete mit zahlreichen lokalen NGOs im Südsudan zusammen, um deren Verwaltung, Effizienz und Größe zu verbessern. 2001 verfasste sie das Buch „Overcoming gender conflict and bias: the case of New Sudan women and girls“.
Sie gründete das New Sudanese Indigenous Network (NESI), eine Organisation, die 20 sudanesische NGOs zusammenbringt, um an gemeinsamen Themen wie Frauenrechten, Wiederaufbau nach dem Konflikt, Menschenrechten und Demokratie zu arbeiten. Jambo wurde zum Kommissionsmitglied der Kommission für die Ausarbeitung des südsudanesischen Rechts ernannt, die 2005 die Interims-Verfassung für den Südsudan (2005–2011) ausarbeitete.
Jambo war bis 2015 acht Jahre lang Sekretärin der Sudanesischen Volksbefreiungsbewegung (SPLM) für Außenbeziehungen unter dem Vorsitz des derzeitigen südsudanesischen Präsidenten (seit 2011) Salva Kiir Mayardit, des Vorsitzenden der SPLM. Dabei arbeitete sie mit Organisationen wie Amnesty International, dem Welternährungsprogramm der Vereinten Nationen und UNICEF zusammen. In dieser Funktion war sie bis mindestens 2013 tätig, als sie sich über den zunehmenden Mangel an Organisation und interner Demokratie in der SPLM seit der Regierungsübernahme beschwerte. Sie geriet auch mit Mayardit in Konflikt, weil dieser seinen Schwager Gregory Deng Kuac Aduol zum Gouverneur des Bundesstaates Gogrial ernannte, statt Wahlen abzuhalten. Schließlich sagte sich Jambo von ihm los und erklärte ihre Gegnerschaft zum Präsidenten.
Im Oktober 2017 kündigte sie ihre Absicht an, bei den für 2024 geplanten Parlamentswahlen im Südsudan als erste Frau für das Präsidentenamt zu kandidieren. Im September 2024 gab Präsident Salva Kiir Mayardit jedoch eine Verlängerung der Übergangsperiode bis zum 22. Dezember 2026 bekannt, womit auch die Wahlen auf dieses Datum verschoben wurden. Auch in den Jahren zuvor waren geplante Wahlen mehrfach aufgeschoben worden, unter anderem aufgrund der schleppenden Umsetzung des Friedensabkommens von 2018.